# Amerykańskie rajdy 1942 roku

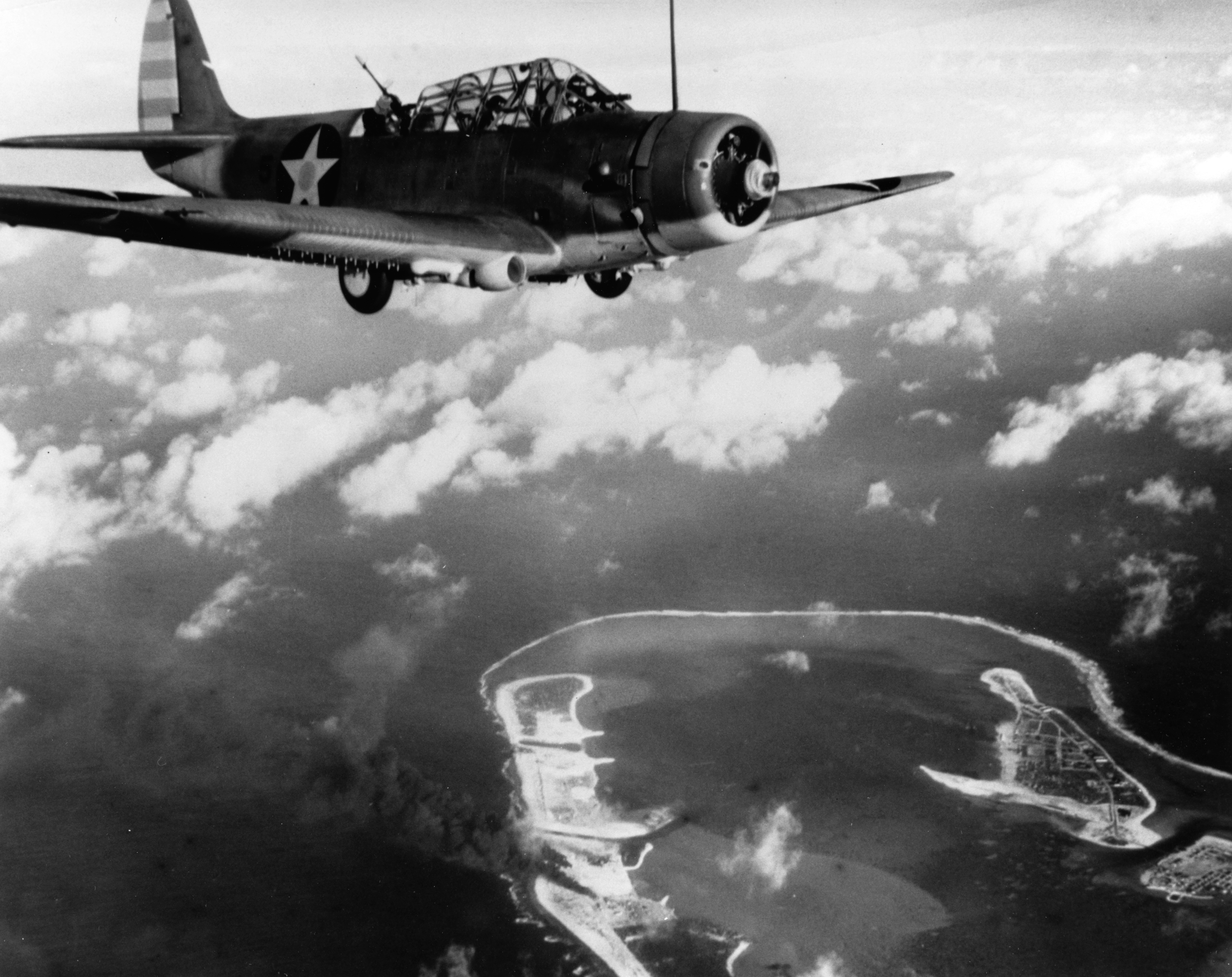
Douglas TBD Devastator z eskadry torpedowej VT-6 lotniskowca USS „Enterprise” (CV-6) nad Wake

Amerykańskie rajdy pierwszej połowy 1942 roku – seria operacji powietrzno-morskich amerykańskich lotniskowców w pierwszej połowie 1942 roku, podjęta w odpowiedzi na japoński atak na Pearl Harbor. Sześć amerykańskich operacji powietrzno-morskich przeprowadzonych w okresie od stycznia do końca kwietnia 1942 roku, miało na celu nękanie Japonii, w czasie największego nasilenia japońskiej ofensywy w Azji Południowo-Wschodniej, poprawę podupadłego po ataku na Pearl Harbor morale amerykańskich sił zbrojnych, a także pokazanie Japonii, że mimo wszystkich klęsk aliantów w tym czasie, Ameryka jest w stanie przeprowadzać skuteczne uderzenia. Ostatni zaś z tych rajdów, bezpośrednio wpłynął na przyśpieszenie japońskiego ataku na Midway, co miało strategiczne znaczenie dla przebiegu całej wojny na Pacyfiku.

## Geneza
7 grudnia 1941 roku, japońska Kidō-butai wykonała zaskakujący atak na Pearl Harbor⁣, w wyniku którego zatopionych bądź uszkodzonych zostało 18 okrętów amerykańskiej marynarki. Wbrew oczekiwaniom admirała Isoroku Yamamoto, mimo zachwiania morale w amerykańskiej flocie, japoński atak zmobilizował amerykańskie społeczeństwo. Po utracie jednak, bądź uszkodzeniu, pięciu pancerników w Pearl Harbor i konieczności utrzymywania dużych sił na Atlantyku do walki z Kriegsmarine, jedyną realną siłą US Navy na Pacyfiku – obok okrętów podwodnych – zostały trzy lotniskowce typów Lexington i Yorktown. Zostały one wprawdzie wzmocnione przez przejście na Pacyfik USS „Yorktown” (CV-5), już jednak w styczniu na pół roku wyłączona została z użytku storpedowana USS „Saratoga” (CV-3). Do czasu przybycia USS „Hornet” (CV-8) na Pacyfik w marcu 1942 roku, Flota Pacyfiku dysponowała więc jedynie trzema lotniskowcami, wobec dziesięciu lotniskowców różnej wielkości w składzie Połączonej Floty. Nie dysponując więc siłami niezbędnymi do przeciwstawienia się wprost japońskiej flocie, admirałowie Ernest King i Chester Nimitz – który 31 grudnia 1941 roku objął stanowisko po zdymisjonowanym dowódcy Floty Pacyfiku Husbandzie Kimmelu – opracowali plan szybkich uderzeń pojedynczych lotniskowców na wysunięte placówki japońskie. Celem tych rajdów nie miało być zadanie Japonii poważnych strat, lecz zgodnie z opracowaną podczas konferencji Arcadia między Rooseveltem i Churchillem doktryną „Germany First”, nękanie sił japońskich.

## Rajdy
Nimitz zaplanował wobec tego pierwszy rajd lotniskowca USS „Lexington” (CV-2), którego celem miały być japońskie wojska na nowo zdobytej przez nie wyspie Wake, jednak skutkiem zatopienia przez japoński okręt podwodny towarzyszącego zespołowi tankowca, pierwszy z serii rajdów na Wake został odwołany. Kolejnymi celami miały zostać Wyspy Marshalla oraz japońskie bazy na Wyspach Gilberta. Do przeprowadzenia ataku na pierwsze z nich, wyznaczony został zespół Task Force 8 pod dowództwem adm. Williama Halseya skupiony wokół lotniskowca USS „Enterprise” (CV-6), bazy na wyspach Gilberta zaś zaatakowane miały zostać przez Task Force 17 z „Yorktownem”, pod dowództwem adm. Franka Fletchera. Grupa obu Task Force miała w drodze z Hawajów skrycie przekroczyć międzynarodową linię zmiany daty, a po podzieleniu się na dwa zespoły „Enterprise” uderzyć miał na wyspy Kwajalein, Maloelap i Wotje na Marshallach, „Yorktown” natomiast na wyspy Makin, Mili i Jaluit. Amerykański atak został przeprowadzony 1 lutego 1942 roku, lecz chociaż nie wyrządził poważnych szkód Japonii, rozpoczął jednak proces nabywania doświadczenia bojowego przez lotników pokładowych, oraz – co równie ważne – przez obsługi pokładu, które zostały zmuszone do prowadzenia intensywnych operacji pokładowych, a także przez odpowiadających za bezpośrednią obronę przeciwlotniczą lotniskowców żołnierzy marines.
| Cel rajdu       | Data             | Okręty                 | Zespół        | Dowodzący      |
| --------------- | ---------------- | ---------------------- | ------------- | -------------- |
| Wyspy Marshalla | 1 lutego 1942    | „Enterprise”           | Task Force 8  | William Halsey |
| Wyspy Gilberta  | 1 lutego 1942    | „Yorktown”             | Task Force 17 | Frank Fletcher |
| Rabaul          | 21 lutego 1942   | „Lexington”            | Task Force 11 | Wilson Brown   |
| Wake            | 24 lutego 1942   | „Enterprise”           | Task Force 16 | William Halsey |
| Marcus          | 4 marca 1942     | „Enterprise”           | Task Force 16 | William Halsey |
| Salamaua i Lae  | 10 marca 1942    | „Yorktown” „Lexington” | Task Force 17 | Frank Fletcher |
| Wyspy Japońskie | 18 kwietnia 1942 | „Enterprise” „Hornet”  | Task Force 16 | William Halsey |

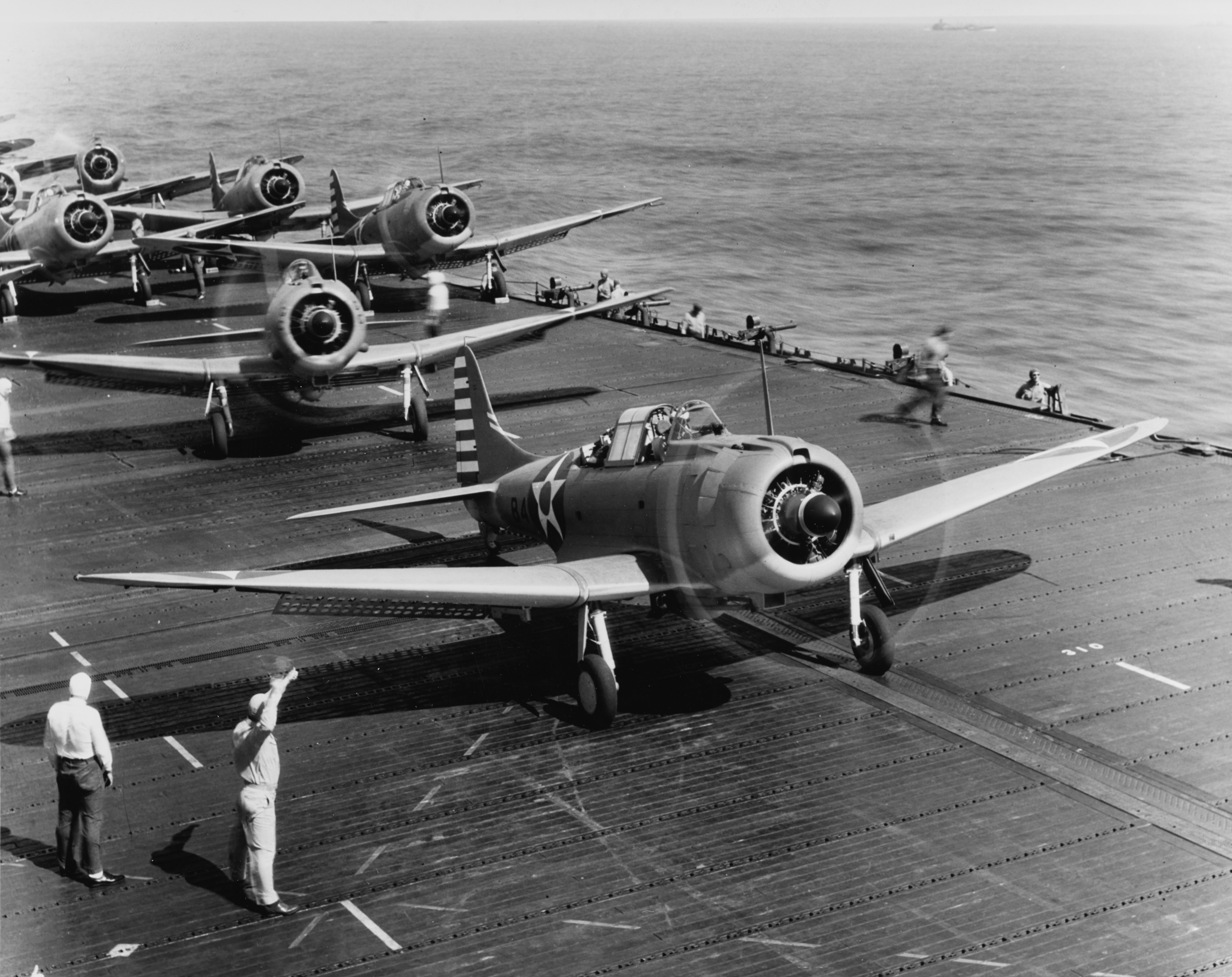
Douglas SBD Dauntless z VB-6 tuż przed startem do ataku na Wake 24 lutego 1942 roku rano

Celem kolejnego rajdu miała być japońska baza w nowo zdobytym Rabaul, jednak po wykryciu przez łódź latającą Kawanishi H6K4 „Mavis” (i utracie elementu zaskoczenia) eskortowanego przez cztery ciężkie krążowniki i 10 niszczycieli zespołu lotniskowca „Lexington”, dowodzący zespołem Task Force 11 adm. Wilson Brown anulował operację. Nie uchroniło to jednak „Lexintgona” przed japońskim atakiem, TF11 został bowiem wkrótce zaatakowany przez 17 średnich bombowców Mitsubishi G4M „Betty”. Trzy tygodnie po rajdzie na Kwajalein, 24 lutego 1942 roku, „Enterprise” ponownie zaatakował japońskie pozycje, wykonując uderzenia na zajętą przez Japończyków wyspę Wake, zaś 4 marca na wyspę Marcus. W wyniku rajdu na wyspę Wake utracili kilkaset tysięcy litrów paliwa i kilka samolotów, co zniwelowało na kilka miesięcy wojskową użyteczność atolu. Rajd na Marcus miał szczególne znaczenie, wyspa Marcus znajduje się bowiem zaledwie 1000 mil od Tokio i 600 mil od dużej japońskiej bazy na wyspach Bonin, na wodach znajdujących się pod całkowitą kontrolą japońską. Stanowił więc kolejne ostrzeżenie dla japońskich dowództw, że stolica imperium jest w zasięgu amerykańskiej marynarki.
W czasie gdy Japonia intensyfikowała swoją ofensywę w kierunku południowym, przeprowadzając 8 marca kolejne lądowania w Nowej Gwinei, adm. Frank Fletcher rozpoczął pierwszą amerykańską operację zespołu złożonego z dwóch lotniskowców, który przeprowadził atak na japońską żeglugę w okolicach Lae i Salamaua. Przeprowadzony z całkowitym zaskoczeniem rajd na Salamaua i Lae zakończył się zatopieniem krążownika pomocniczego, transportowca i trałowca. Operujące na południowo-zachodnim Pacyfiku lotniskowce „Yorktown” i „Lexington”, nie mogły jednak wziąć udziału w kolejnym wypadzie – najbardziej zuchwałym z wszystkich – rajdzie Doolittle’a na Tokio. 18 kwietnia 1942 roku 16 startujących z „Horneta” bombowców North American B-25 Mitchell, zbombardowało zakłady zbrojeniowe w japońskich miastach Tokio, Nagoja i Kobe. Przy niewielkiej liczbie użytych do tego celu bombowców, zadane Japonii straty przemysłowe nie były wielkie, lekkie uszkodzenia odniósł jednak m.in. lotniskowiec lekki Ryūhō.
Tymczasem 25 kwietnia 1942 roku „Hornet” wraz z eskortującym go w podróży do Japonii „Enterprise” bezpiecznie powróciły do Pearl Harbor, kończąc czas amerykańskich rajdów przed wielkimi bitwami lotniskowców 1942 roku. Z powodu tego rajdu, oba amerykańskie lotniskowce nie mogły jednak wziąć udziału w pierwszej z nich, na Morzu Koralowym.

## Znaczenie rajdów
Pozostaje sprawą otwartą, czy amerykańskie rajdy lotniskowców w pierwszej połowie 1942 roku warte były ponoszonego ryzyka, biorąc pod uwagę ich znikome efekty w postaci strat materialnych Japonii. Dotyczy to zwłaszcza rajdu na Wyspy Marshalla, gdy dowodzony przez admirała Halseya Task Force 8 przez wiele godzin pozostawał w zasięgu trzech japońskich lotnisk. Seria amerykańskich rajdów, dała jednak załogom okrętów oraz członkom ich grup lotniczych bezcenne doświadczenie bojowe przed czekającymi ich od połowy roku dużymi bitwami powietrzno-morskimi – na Morzu Koralowym, pod Midway i dwoma w krwawej kampanii wokół Guadalcanalu. Rajdy te pokazały także niedoskonałości amerykańskiej obrony przeciwlotniczej oraz systemu kierowania samolotami CAP, co pozwoliło na wyciągnięcie wniosków i udoskonalanie ich.
Ogromne znaczenie miał jednak rajd na wyspy japońskie. Nie tylko dla poprawienia morale amerykańskiego społeczeństwa wobec klęsk aliantów na wszystkich frontach II wojny światowej w 1942 roku, lecz miał także duże znaczenie psychologiczne dla społeczeństwa japońskiego oraz dowództw japońskich sił zbrojnych, a w konsekwencji miał strategiczne znaczenie dla całej wojny. Przekonał bowiem armię japońską, sprzeciwiającą się do tej pory planom ataku na Midway admirała Yamamoto, że konieczne jest zniszczenie amerykańskich lotniskowców, toteż dowództwo cesarskiej armii zgodziło się wydzielić jej jednostki do ataku marynarki na środkowym Pacyfiku i desantu na wyspę Midway. W efekcie ataku na Wyspy Japońskie, 20 kwietnia dowództwo japońskiej armii zgodziło się też na opóźnienie ataku na Nową Kaledonię, Samoa i Fidżi, do czasu zakończenia operacji przeciw amerykańskim lotniskowcom na środkowym Pacyfiku.